# Liga Leumit 1976-1977
La Liga Leumit 1976-1977 è stata la 36ª edizione della massima serie del campionato israeliano di calcio.
Dopo la riduzione decisa dall'IFA nella stagione precedente, presero parte al torneo 16 squadre, che si affrontarono in un girone all'italiana con partite di andata e ritorno. Per ogni vittoria si assegnavano due punti e per il pareggio un punto.
Al fine di un'ulteriore riduzione del numero di partecipanti alla Liga Leumit a 14, a partire dalla stagione successiva, l'IFA dispose che le ultime tre classificate sarebbero state retrocesse in Liga Artzit, dalla quale sarebbe stata promossa solo la prima classificata.
Il torneo fu vinto, per la tredicesima volta, dal Maccabi Tel Aviv.
Capocannoniere del torneo fu Viki Peretz, del Maccabi Tel Aviv, con 17 goal.

## Squadre partecipanti
| Club                | Città       |
| ------------------- | ----------- |
| Beitar Gerusalemme  | Gerusalemme |
| Beitar Tel Aviv     | Tel Aviv    |
| Hakoah Ramat Gan    | Ramat Gan   |
| Hapoel Akko         | Acri        |
| Hapoel Be'er Sheva  | Be'er Sheva |
| Hapoel Gerusalemme  | Gerusalemme |
| Hapoel Haifa        | Haifa       |
| Hapoel Kfar Saba    | Kfar Saba   |
| Hapoel Tel Aviv     | Tel Aviv    |
| Hapoel Yehud        | Yehud       |
| Maccabi Giaffa      | Giaffa      |
| Maccabi Haifa       | Haifa       |
| Maccabi Netanya     | Netanya     |
| Maccabi Petah Tiqwa | Petah Tiqwa |
| Maccabi Tel Aviv    | Tel Aviv    |
| Shimshon Tel Aviv   | Tel Aviv    |

## Classifica finale
|                     | Pos. | Squadra             | Pt | G  | V  | N  | P  | GF | GS | DR  |
| ------------------- | ---- | ------------------- | -- | -- | -- | -- | -- | -- | -- | --- |
| Campione di Israele | 1.   | Maccabi Tel Aviv    | 42 | 30 | 16 | 10 | 4  | 47 | 26 | +21 |
|                     | 2.   | Maccabi Giaffa      | 39 | 30 | 15 | 9  | 6  | 29 | 17 | +12 |
|                     | 3.   | Beitar Gerusalemme  | 33 | 30 | 12 | 9  | 9  | 35 | 23 | +12 |
|                     | 4.   | Maccabi Netanya     | 33 | 30 | 12 | 9  | 9  | 40 | 34 | +6  |
|                     | 5.   | Beitar Tel Aviv     | 33 | 30 | 13 | 7  | 10 | 32 | 26 | +6  |
|                     | 6.   | Hapoel Tel Aviv     | 32 | 30 | 12 | 9  | 9  | 38 | 30 | +8  |
|                     | 7.   | Hapoel Yehud        | 32 | 30 | 9  | 14 | 7  | 22 | 22 | 0   |
|                     | 8.   | Shimshon Tel Aviv   | 31 | 30 | 10 | 11 | 9  | 33 | 32 | +1  |
|                     | 9.   | Hapoel Haifa        | 29 | 30 | 9  | 11 | 10 | 26 | 24 | +2  |
|                     | 10.  | Hapoel Gerusalemme  | 28 | 30 | 8  | 12 | 10 | 24 | 25 | -1  |
|                     | 11.  | Hapoel Akko         | 28 | 30 | 8  | 12 | 10 | 33 | 39 | -6  |
|                     | 12.  | Hakoah Ramat Gan    | 27 | 30 | 7  | 13 | 10 | 25 | 29 | -4  |
|                     | 13.  | Hapoel Be'er Sheva  | 27 | 30 | 9  | 9  | 12 | 26 | 31 | -5  |
|                     | 14.  | Hapoel Kfar Saba    | 25 | 30 | 6  | 13 | 11 | 37 | 41 | -4  |
|                     | 15.  | Maccabi Haifa       | 24 | 30 | 7  | 10 | 13 | 25 | 42 | -17 |
|                     | 16.  | Maccabi Petah Tiqwa | 17 | 30 | 5  | 7  | 18 | 20 | 51 | -31 |

## Verdetti
- Maccabi Tel Aviv campione di Israele 1976-1977
- Hapoel Kfar Saba, Maccabi Haifa e Maccabi Petah Tiqwa retrocessi in Liga Artzit 1977-1978
- Hapoel Hadera   promosso in Liga Leumit 1977-1978